# Stella Rimington
Dame Stella Rimington, född Whitehouse den 13 maj 1935 i London, död 3 augusti 2025, var en brittisk underrättelsechef och författare. Rimington dubbades till riddare 1996 och titulerades därefter Dame.
Rimington blev 1992 den första kvinnan att leda MI5, vilket hon gjorde fram till 1996, och den första chefen vars namn offentliggjordes. Hon arbetade inom områden som kontraspionage, subversion och terrorism, och gjorde MI5 mer öppet under sin tid som chef. Efter pensionen skrev hon en självbiografi och flera spionromaner med agenten Liz Carlyle som huvudperson.
Rimington ses som förebild för Judi Denchs karaktär M i flera James Bond-filmer.